# Cal·lifana
Cal·lifana (en llatí Calliphana) va ser una sacerdotessa de Vèlia.
L'any 98 aC, el pretor urbà Gai Valeri Flac li va donar la ciutadania romana en compliment d'un decret del senat romà, quan encara els ciutadans de Vèlia no tenien aquesta ciutadania, amb l'objecte de portar sacerdotesses a Roma pel culte dels déus estrangers, i que realitzés sacrificis també en nom dels romans.